# Vincent Geisser
Vincent Geisser (ur. 15 stycznia 1968 w Saint-Mandé w regionie Île-de-France), francuski politolog i socjolog. Wykładowca w Instytucie Studiów nad Światem Arabskim i Muzułmańskim w Centre national de la recherche scientifique oraz w Instytucie Studiów Politycznych w Aix en-Provence.
W Polsce ukazała się jego książka pt. Nowa islamofobia (La nouvelle islamophobie, ISBN 2-7071-4060-0).

## Publikacje
- Discriminer pour mieux régner. Enquête sur la diversité dans les partis politiques 2008 (z El Yamine Soum)
- Habib Bourguiba – La trace et l'héritage
- La nouvelle islamophobie (Nowa islamofobia)
- Le syndrome autoritaire – Sociologie politique de la Tunisie 2003, wraz z Michelem Camau)
- Diplômés maghrébins, d'ici et d'ailleurs – Trajectoires sociales et itinéraires migratoires
- Ethnicité républicaine – les élites d'origine maghrébine dans le système politique français (1997)
- Marianne et Allah – Les politiques français face à la "question musulmane" (2007, z Azizem Zemmouri)
- Des "banlieues de L’Europe" aux banlieues de l’hexagone – Le triomphe de la doctrine de "l’humanisme sécuritaire" [w:] "Migrations Société", n°102.